# ちょっとショット
ちょっとショットは、2006年11月2日発売のPlayStation Portable (PSP) 用簡易型デジタルカメラ装置。

## 概要
PSPの本体上部に付属の小型のデジタルカメラレンズユニットを接続し、静止画（640×480、480×272のJPEGファイルに変換）と動画（撮影時間15秒まで、AVIファイルに変換）をデジタルカメラ同様に撮影できる他、付属のソフト「ちょっとショットedit」を活用することによって、写真にフレームを付けたり、編集をして楽しむことが出来る。尚、PSPのバージョンが2.82以降でなければ使用できない。
バージョン3.00からはPSPのXMBにカメラの項目が追加されたことで、それまでは専用ソフトを起動しなければ撮影できなかったものが手軽に撮影可能となっている。XMBからカメラを起動した場合は簡易ムービーカメラとしても働くために、専用ソフトでは15秒までという制限のあったムービーをメモリースティックの容量の許す限り何分でも撮影可能となる。
ちなみにマイク内蔵式であるために『TALKMAN』のような音声認識ソフトでもカメラ以外に「マイク」としてそのまま使用可能である。
バージョン4.05時点でSkypeでマイクとして利用することはできないので、別途専用マイクロフォンが必要となる。

## 仕様
- 131万画素
- 広角レンズF2.8
- カメラ180°回転
- 撮影距離40cm～無限大（マクロ撮影可）
- デジタルズーム（4倍まで）
- 写真JPEGモード、動画MotionJPEGモード
- マイク内蔵

## 専用ソフト

### ちょっとショットEDIT
『ちょっとショット』のセットに付属している専用ソフト。写真撮影、ムービー編集といった基本的な機能が全て使用可能で、アメーバブログではソニーとのコラボレーションで「ちょっとショットEdit動画編集大賞」なるコンテストも行われた。

### MyStylist
2008年2月28日発売のファッションライフ・サポートツールであり、「クローゼット」「スタイルブック」「カレンダー」「エトセトラ」の機能が用意されている。企画は「ゲームやろうぜ!」から生まれた。

### 対応ソフト
- ニッポンのあそこで
- ときめきメモリアル4

## その他
- 2008年5月27日に、愛知県立名古屋高等技術専門校の副校長（当時）が電車内で「ちょっとショット」を悪用、女性のスカートの中を盗撮した事で逮捕される事件が発生している。